# サムパーティ

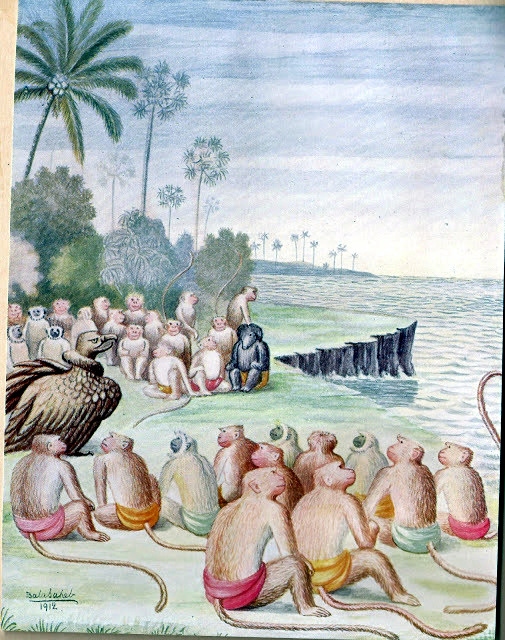
サムパーティが猿の一行と出会う場面。

サムパーティ（Sampāti, 梵: सम्पाति）は、インドの叙事詩『ラーマーヤナ』に登場する巨大な鳥の王。老齢の禿鷹で、ヴィンディヤ山の山頂に棲む。カシュヤパ仙とヴィナターの息子アルナとシュエーニーの子で、ジャターユの兄。透視の能力を持つ。

## 神話

### 兄弟の挑戦と太陽
『ラーマーヤナ』によると、かつてサムパーティとジャターユは、天に昇ってインドラ神を征服しようとした。しかし太陽に近づきすぎて、ジャターユがその熱で弱ったので、サムパーティは自分の翼の下にジャターユをかばった。そのためサムパーティの翼は燃えてしまい、ともに別々の場所に落下した。『マハーバーラタ』によるとジャターユとサムパーティはどちらが先に太陽神スーリヤの集会場に着くかを競ったが、サムパーティの翼は燃えて、ジャターユの翼は燃えなかったという。
サムパーティが落ちたのはヴィンディヤ山であり、死を決意したが、聖者ニシャーカラはいずれこの地にラーマ王子の使いが訪れるときがあり、そのときに再び翼が再生して力が回復するだろう、と予言したため、死を思いとどまった。

### 翼の再生
その後、ヴィンディヤ山にヴァナラ（猿）の一行が現れたとき、サムパーティはこれを喰らおうとした。しかし彼らがジャターユの死を口にしたため、驚いて何者であるかを訪ねた。彼らは連れ去られたラーマの妃のシーターの捜索隊であると告げた。サムパーティは兄弟の死にひどく落ち込んだが、聖者の予言を思い出し、透視の力によって、シーターを連れ去ったのはラークシャーサの王ラーヴァナであり、その居城はランカー島にあることを教えた。するとサムパーティの翼は予言通りに蘇り、新しい赤い羽毛に覆われ、サムパーティは天に飛翔した。
このサムパーティの教えによって、ハヌマーンは海原を飛び越えてランカーに忍び込んだ。